# ロマン・エッセ
- ロメイン・エッセ
- ロマン・エッス

ロメイン・エッセ（Romain Esse, 2005年5月13日 - ）は、イングランド・ロンドン出身のプロサッカー選手。プレミアリーグ・クリスタル・パレスFC所属。ポジションはミッドフィールダー。

## 経歴

### クラブ
2014年からミルウォールの下部組織に所属。
2022年12月26日、チャンピオンシップ第24節のワトフォード戦に途中出場し、プロデビュー。
2023年8月5日、2023-24シーズン開幕節のミドルズブラ戦で、この試合の決勝点となったプロ初ゴールを記録した。
2025年1月18日、プレミアリーグのクリスタル・パレスに5年半契約で完全移籍。移籍金は約1,200万ポンド、アドオンを含めると最大で1,450万ポンドと報じられた。1月26日、リーグ第23節のブレントフォード戦に途中出場し、プレミアリーグ初出場。さらにこの試合のファーストタッチで初ゴールを挙げた。

### 代表
2023年からイングランドの世代別代表に選出され、UEFA U-19欧州選手権予選では3試合に出場し、ウェールズ戦でゴールを挙げた。

## 個人成績
| 国内大会個人成績 | 国内大会個人成績   | 国内大会個人成績 | 国内大会個人成績   | 国内大会個人成績 | 国内大会個人成績 | 国内大会個人成績 | 国内大会個人成績 | 国内大会個人成績 | 国内大会個人成績 | 国内大会個人成績 | 国内大会個人成績 |
| 年度             | クラブ             | 背番号           | リーグ             | リーグ戦         | リーグ戦         | リーグ杯         | リーグ杯         | オープン杯       | オープン杯       | 期間通算         | 期間通算         |
| 年度             | クラブ             | 背番号           | リーグ             | 出場             | 得点             | 出場             | 得点             | 出場             | 得点             | 出場             | 得点             |
| イングランド     | イングランド       | イングランド     | イングランド       | リーグ戦         | リーグ戦         | FLカップ         | FLカップ         | FAカップ         | FAカップ         | 期間通算         | 期間通算         |
| ---------------- | ------------------ | ---------------- | ------------------ | ---------------- | ---------------- | ---------------- | ---------------- | ---------------- | ---------------- | ---------------- | ---------------- |
| 2022-23          | ミルウォール       | 50               | チャンピオンシップ | 12               | 0                | 0                | 0                | 1                | 0                | 13               | 0                |
| 2023-24          | ミルウォール       | 25               | チャンピオンシップ | 25               | 2                | 1                | 0                | 1                | 0                | 27               | 2                |
| 2024-25          | ミルウォール       | 25               | チャンピオンシップ | 24               | 4                | 2                | 1                | 0                | 0                | 26               | 5                |
| 2024-25          | クリスタル・パレス | 21               | プレミアリーグ     | 7                | 1                | -                | -                | 2                | 0                | 9                | 1                |
| 通算             | イングランド       | イングランド     | チャンピオンシップ | 61               | 6                | 3                | 1                | 2                | 0                | 66               | 7                |
| 通算             | イングランド       | イングランド     | プレミアリーグ     | 7                | 1                | 0                | 0                | 2                | 0                | 9                | 1                |
| 総通算           | 総通算             | 総通算           | 総通算             | 68               | 7                | 3                | 1                | 4                | 0                | 75               | 8                |